# Charles Daniel (homme politique)
Charles Daniel est un homme politique français né le 26 novembre 1854 à Alexain (Mayenne) et décédé le 5 février 1919 à Laval (Mayenne)

## Biographie
Il est né dans une famille profondément catholique qui donna un chanoine à l'Eglise de Laval et un zouave pontifical.  Ses études médicales terminées, il s'installe à Gorron.  Médecin de campagne, il est tout d'abord conseiller municipal, puis maire de Gorron de 1905 à 1919 et conseiller général du Canton de Gorron de 1901 à 1919.
Il est élu aux Élections sénatoriales de 1906  sénateur de la Mayenne. Il siège de 1906 à 1919, où siège comme indépendant et vote avec la droite.

## Sources
- « Charles Daniel (homme politique) », dans le Dictionnaire des parlementaires français (1889-1940), sous la direction de Jean Jolly, PUF, 1960 [détail de l’édition]
- La Mayenne, 8 février 1919